# Галатська мова
Галатська мова — вимерла кельтська мова, якою говорили в Галатії у Малій Азії (сучасна Туреччина) з III століття до н. е. до IV століття н. е. Деякі стародавні джерела стверджують, що галатською мовою говорили ще в VI столітті. Споріднена галльській мові.

## Лексика
З мови збереглося лише кілька коротких глосс в коментарях класичних авторів і розсіяні імена на написах. В цілому вони складають приблизно 120 слів, здебільшого імена і географічні назви. Записані грецькими авторами слова:
- άδάρκα (adarka) — якась рослина,
- αδες (ades) — ноги,
- βαρδοί (bardoi) — бард, поет, який співає
- μάρκα (marka) — кінь
- τριμαρκισία (trimarkisia) — бойова група з трьох вершників.

### Особисті імена
Особисті імена закінчуються на riks, іноді на -marus і відповідають поширеним іменам у всьому просторі. Багато з них мають загальний для кельтських мов корінь:
- brog- «країна, територія». Для порівняння: давньоірландського mruig, валлійського і бретонськогj bro; споріднений з латинської margo і готської marka,
- epo- «кінь»; давньоірландського ech, валлійського eb- (збереглося в слові ebol «поні» і як частина в ebrwydd «стрімко»),
- māro- «великий». Для порівняння: галльський -māros, давньоірландський mór, валлійський mawr, бретонський meur
- rig (o) -, «король». Для порівняння: галльський -rīx / -reix, ірландський rí, валлійський rhi; споріднений готській -reiks і латинської rēx.

#### Приклади
Άδιατόριξ (Adiatorīx) — Адіаторікс
Βιτοριξ (Bitorīx) — Біторікс
Βρογιμάρος (Brogimāros) — Брогімарос
Κάμμα (Cāmmā) — Камма
Δομνείων (Domneiū) — Домна
Έπόνη (Eponī) — епонім
Ολοριξ (Olorīx) — Олорікс
Σμερτομάρα (Smertomārā) — Смертомара
Τεκτομάρος (Tectomāros) — Тектомарос
Родові імена включають:
- Ambitouti (давньоірландського imm-, валлійський am «навколо»; давньоірландського tuath, валлійський tut, «плем'я»).
- Ριγόσαγες (Rigosages — «Ловчі короля»). Для порівняння: ірландський saigid «йти, шукати», валлійський haedu, дієслівний суфікс -ha «прагнути».
- Τεκτόσαγες (Tectosages — «Блукаючі шукачі»). Для порівняння родинне плем'я Волькен тектосагів в Галлії. Давньоірландського techt «рух», валлійський taith, «подорож»).

### Географічні назви
Топоніміка включає
- Acitorīgiāco («[Поселення з] Acitorīx»; наприклад Acitodunum в Галлії),
- Άρτικνιακόν (Articniācon, «[Поселення з] Artiknos» ["Син ведмедя"]),
- Δρυνέμετον (Drunemeton; від пракельтского * dru- «дуб» або «могутній». Для порівняння: давньоірландський druí, валлійський dryw [від * dru-wid-s], «друїд, мудрець», давньоірландський neimed, валлійський nyfed "священне місце, [священна] гай "). Позначає місце зустрічі Галатський тетрархів і суддів.
- Ούινδια (Uindia; давньоірландський finn, валлійський gwyn [чоловічий рід], gwen [жіночий рід.] «Світлий, білий»).